# Flughafen Yasudsch

i7
i11
i13
Der Flughafen Yasudsch (persisch فرودگاه یاسوج, englisch Yasuj Airport, (IATA-Code: YES, ICAO-Code: OISY)) ist ein Flughafen im Iran. Er liegt rund sechs Kilometer nordwestlich von Yasudsch.
Es gibt Linienflüge nach Teheran.

## Fluggesellschaften und Flugziele
| Fluggesellschaft     | Flugziele        |
| -------------------- | ---------------- |
| Iran Aseman Airlines | Teheran-Mehrabad |